# Bogusław Gałęski
Bogusław Gałęski, właśc. Józef Bogusław Prawdzic-Gałęski (ur. 1921, zm. 29 maja 2010) – polski socjolog wsi, profesor doktor habilitowany, wykładowca akademicki uczelni w Polsce i za granicą, autor prac naukowych z zakresu socjologii.
Pochowany 8 czerwca 2010 na cmentarzu Wolskim w Warszawie.

## Wybrana bibliografia
- Socjologia wsi. Pojęcia podstawowe (tom 63 serii wydawniczej Omega, Państwowe Wydawnictwo Naukowe, Warszawa 1966)
- Studia nad społeczną strukturą (Zakład Narodowy im. Ossolińskich Wydaw. PAN, Warszawa 1973)
- Basic Concepts of Rural Sociology (Published January 14th 1972 by Manchester University Press)